# Nyabisazi (periodiskt vattendrag i Burundi, Cankuzo)
Nyabisazi är ett periodiskt vattendrag i Burundi.   Det ligger i provinsen Cankuzo, i den nordöstra delen av landet, 140 km öster om huvudstaden Bujumbura.
I omgivningarna runt Nyabisazi växer huvudsakligen savannskog. Runt Nyabisazi är det ganska tätbefolkat, med 86 invånare per kvadratkilometer.